# Мацусита, Син
Син Мацусита (яп. 松下しん; 30 марта 1904, Сендай, префектура Мияги, Япония — 27 августа 2019) — японская супердолгожительница. Входит в топ-100 старейших людей в истории человечества. На момент смерти была вторым старейшим живущим человеком в Японии и третьим в мире.

## Биография
В свои 110 лет Мацусита жила одна в своём доме с собакой. За неделю до своего 111-летия она начала делать упражнения для ног после перелома бедра. Мацусита имела несколько детей, внуков, правнуков и праправнуков.
Была госпитализирована в конце мая 2016 года с пневмонией и сердечной недостаточностью, но вскоре поправилась. В июне 2019 года она была госпитализирована из-за низкого уровня кислорода в крови, но была выписана через пять дней. Впоследствии она была вновь госпитализирована, но в июле поправилась.

## Рекорды долголетия
- 13 июля 2018 года вошла в топ-100 старейших людей в истории человечества.
- 22 июля 2018 года вошла в пятёрку старейших ныне живущих людей в мире.
- 13 марта 2019 года вошла в число 50 старейших людей в истории человечества.
- 30 марта 2019 года стала 48-м верифицированным человеком в истории, отпраздновавшим 115-летие.